# 1999 NT1
1999 NT1 är en asteroid i huvudbältet som upptäcktes den 12 juli 1999 av LINEAR i Socorro County, New Mexico.